# Somerville (Ohio)
Somerville és una població dels Estats Units a l'estat d'Ohio. Segons el cens del 2000 tenia 294 habitants.

## Demografia
Segons el cens del 2000, Somerville tenia 294 habitants, 106 habitatges, i 85 famílies. La densitat de població era de 391,4 habitants/km².
Dels 106 habitatges en un 33% hi vivien nens de menys de 18 anys, en un 62,3% hi vivien parelles casades, en un 13,2% dones solteres, i en un 18,9% no eren unitats familiars. En el 16% dels habitatges hi vivien persones soles el 9,4% de les quals corresponia a persones de 65 anys o més que vivien soles. El nombre mitjà de persones vivint en cada habitatge era de 2,77 i el nombre mitjà de persones que vivien en cada família era de 2,99.
Per edats la població es repartia de la següent manera: un 26,5% tenia menys de 18 anys, un 7,5% entre 18 i 24, un 28,2% entre 25 i 44, un 24,5% de 45 a 60 i un 13,3% 65 anys o més.
L'edat mediana era de 35 anys. Per cada 100 dones de 18 o més anys hi havia 92,9 homes.
La renda mediana per habitatge era de 32.857 $ i la renda mediana per família de 34.583 $. Els homes tenien una renda mediana de 34.167 $ mentre que les dones 18.594 $. La renda per capita de la població era de 13.892 $. Aproximadament el 5,9% de les famílies i el 10,3% de la població estaven per davall del llindar de pobresa.

## Poblacions més properes
El següent diagrama mostra les poblacions més properes.